# Gladhammars kyrka
Gladhammars kyrka är en kyrkobyggnad i Gladhammar i Linköpings stift. Den är församlingskyrka i Gladhammar-Västrums församling.

## Kyrkobyggnaden
Tidigare kyrkobyggnad av trä var troligen uppförd på medeltiden. Träkyrkan bestod av ett rektangulärt långhus med ett smalare, rakt avslutat kor i öster. I norr fanns en sakristia av sten och i väster ett vapenhus av trä. Kyrkan revs 1889.
Nuvarande kyrka uppfördes 1883-1886 efter ritningar av arkitekt Ernst Abraham Jacobsson. Byggmästare var Th. Rosvall från Hässleholm. Kyrkobyggnaden är en centralkyrka med stomme och ytterväggar av tegel. Kyrkorummet har nordsydlig orientering med kor i norr och kyrktorn med vapenhus i söder. Norr om koret finns en vidbyggd sakristia.
Hundra meter sydost om nuvarande kyrka, vid gamla kyrkans plats, uppfördes 1938 Gladhammars kapell. Till sin utformning liknar kapellet den gamla kyrkan.

## Inventarier
- Dopfunten av kalksten är tillverkad 1677.
- En skulptur från 1400-talet kallas "Nådastolen".
- En kopia av Thorvaldsens Kristus, utförd 1886 av Johannes Mölgaard, används som altarprydnad.

- En åttkantig predikstol är samtida med nuvarande kyrkobyggnad.

### Orgel
- 1760 flyttas en orgel hit från Hallingebergs kyrka. Den var byggd av Jonas Wistenius, Linköping och hade 5 stämmor.
- 1886 bygger E. A. Setterquist & Son, Örebro, en orgel med 14 stämmor.[1]
- Orgeln med 20 stämmor är byggd 1960/1961 av Mårtenssons orgelfabrik i Lund. Orgeln är mekanisk och fick en ny fasad.

| Huvudverk I       | Svällverk II      | Pedal           | Koppel |  |
| Principal 8’      | Trägedackt 8’     | Subbas 16'      | I/P    |  |
| Rörflöjt 8’       | Koppelflöjt 4’    | Principal 8’    | II/P   |  |
| Oktava 4’         | Principal 2’      | Rörpommer 4’    | II/I   |  |
| Waldflöjt 2’      | Spetskvint 1 1/3’ | Rauschpipa 4 ch |        |  |
| Sesquialtera 2 ch | Scharf 3 ch       | Fagott 16'      |        |  |
| Mixtur 4-5 ch     | Rankett 16'       | Skalmejregal 4' |        |  |
| Trumpet 8'        | Regal 8'          |                 |        |  |
|                   | Tremulant         |                 |        |  |
|                   | Crescendosvällare |                 |        |  |

### Webbkällor
- anläggningspresentation
- byggnadspresentation
- Gladhammars Hembygdsförening